# Hans Lackner (Politiker)
Hans Lackner, eigentlich Johann Lackner (* 29. Mai 1928; † 31. Dezember 2001 in Wien), war ein österreichischer Politiker (SPÖ).

## Leben
Hans Lackner war Leiter des Sportamts der Stadt Wien und nach Reinhold Suttner Bezirksvorsteher von Liesing. Er übte das Amt des Bezirksvorstehers vom 28. März 1968 bis zum 1. Juni 1983 aus. Ihm folgte Heinrich Haberl in das Amt.

## Ehrungen
Nach ihm ist die Hans-Lackner-Halle, eine Rundturnhalle in Atzgersdorf, benannt.

## Grabmal

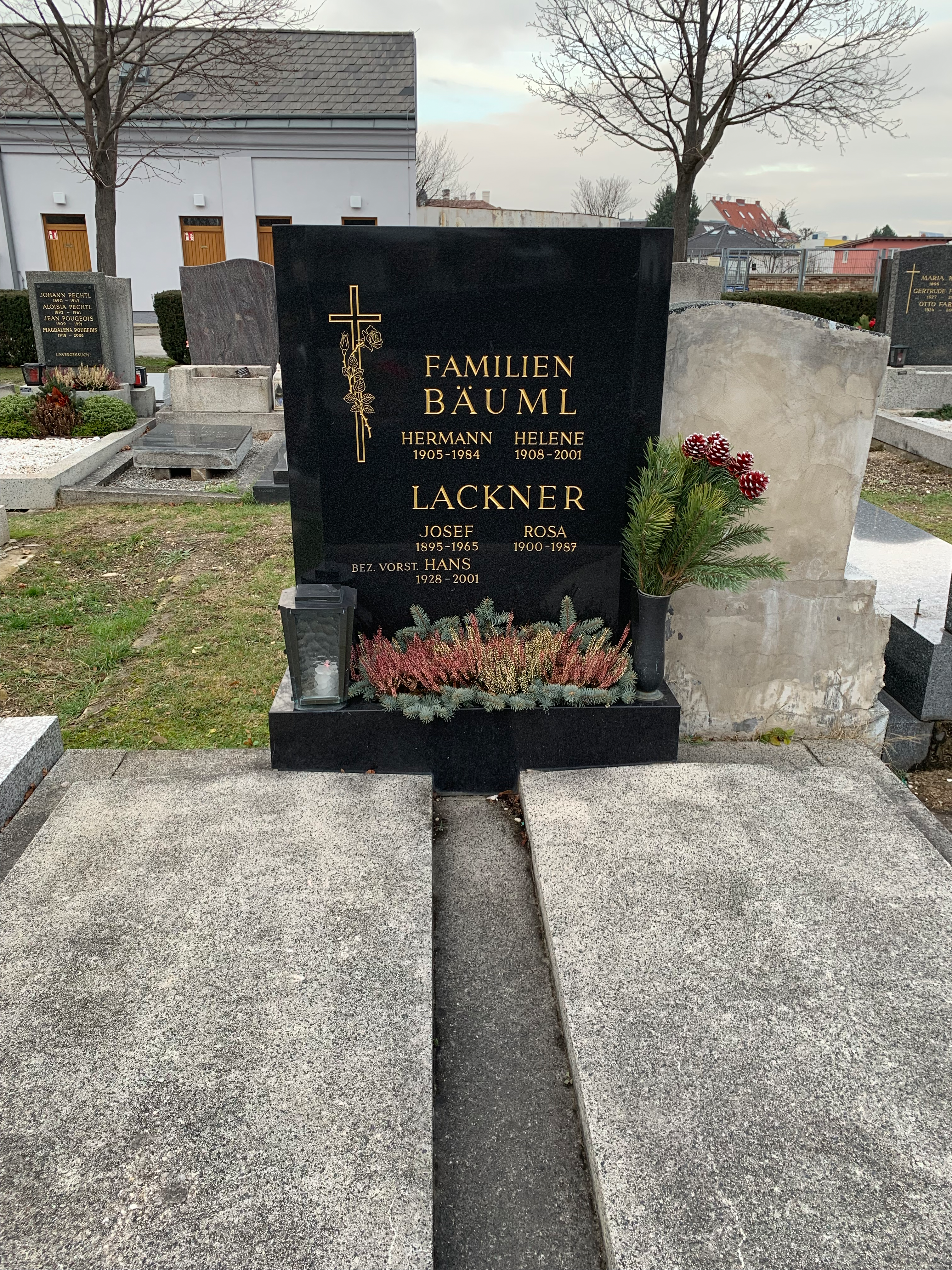
Grab von Hans Lackner am Atzgersdorfer Friedhof

Hans Lackner wurde am 16. Jänner 2002 am Atzgersdorfer Friedhof, Gruppe 1, Reihe 4, Grab 15 beigesetzt.